# Linux XP
Linux XP este o distribuție comercială de Linux bazată pe Red Hat și ulterior Fedora Core. Sistemul a fost gândit pentru a semăna cât mai mult cu Windows XP, scopul distribuției fiind de a ușura tranziția de la Windows la Linux.